# Reatância psicológica
Reatância psicológica é uma teoria da psicologia que busca explicar a resistência à persuasão criada por Jack Brehm (nasceu em 1928, serviu na Marinha americana, frequentou a faculdade de Harvard. Após se graduar em Harvard, frequentou a escola de pós-graduação da Universidade de Minnesota onde se tornou PhD em Psicologia em 1955- faleceu em 9 de agosto de 2009)
A teoria fornece o que é provavelmente a mais conhecida explicação motivacional de resistência à persuasão. Esta teoria afirma que quando os indivíduos percebem sua liberdade, para assumir ou não, algum comportamento, ameaçada ou eliminada, eles experimentam a reatância, que vem a ser um estado de incitação motivacional que os leva a tentar restabelecer sua liberdade ameaçada ou perdida. Em relação a persuasão, afirma que as pessoas querem se sentir livres para adotar posições particulares sobre os assuntos, ou não adotar nenhuma posição. Sob determinadas condições, as mensagens persuasivas que tentam influenciar os receptores a adotar determinadas posições particulares, podem ser percebidas como ameaçadoras a liberdade de escolha de atitudes individual. Além disso, quanto maior a importância da liberdade de atitudes que é ameaçada e quanto maior a pressão coercitiva exercida sobre o indivíduo para assumir uma posição determinada, maior será a magnitude da resposta de reatância experimentada. Assim a teoria prediz que quando as pessoas recebem mensagens persuasivas que elas interpretam como ameaças a sua liberdade de atitudes, elas tentam reafirmar  sua liberdade mantendo suas posições iniciais, ou de maneira mais provocativa, mudando suas opiniões e atitudes em uma direção oposta a posição defendida na mensagem, uma troca denominada efeito bumerangue.
Tais atitudes induzidas por reatância devem ser mantidas com o passar do tempo, a menos que as ameaças a liberdade de atitudes sejam removidas. Se tais ameaças são eliminadas, as pessoas podem ser mais favoráveis a posição de uma mensagem. 
Há quatro elementos importantes para a teoria de reatância: liberdade percebida, ameaça à liberdade, a reatância e a restauração da liberdade. Liberdade não é uma consideração abstrata, mas sim um sentimento associado a comportamentos reais, incluindo ações, emoções e atitudes.